# 11092 Iwakisan
11092 Iwakisan è un asteroide della fascia principale. Scoperto nel 1994, presenta un'orbita caratterizzata da un semiasse maggiore pari a 2,7359638 UA e da un'eccentricità di 0,0416659, inclinata di 1,40968° rispetto all'eclittica.